# Dudleya
Genre
Répartition géographique
Dudleya est un genre de plantes succulentes formant des rosettes de la famille des Crassulaceae, composé d'environ 68 espèces du sud-ouest de l'Amérique du Nord et de l'île Guadalupe. Les espèces se présentent sous de nombreuses formes, certaines grandes et persistantes, d'autres géophytes et caduques. Pourtant, malgré leurs variations d'apparence considérables, la plupart des espèces s'hybrident facilement. Les fleurs de Dudleya sont numérotées par cinq, les pétales étant disposés en forme de tube, d'étoile ou de cloche et, lors de la fructification, remplis de minuscules graines ovoïdes en forme de croissant.
Le genre a évolué de manière néoendémique, à partir d'ancêtres du genre Sedum. Ces ancêtres ont rayonné vers le sud à partir de Sedum lors de l'apparition du climat estival sec en Californie, il y a cinq millions d'années. Les premiers botanistes ont classé les plus grandes espèces comme Echeveria et Cotyledon, tandis que les espèces géophytes étaient classées sous Sedum. Les travaux taxonomiques, initiés par Joseph Nelson Rose et Nathaniel Lord Britton, ont permis de créer trois genres ; ces genres initiaux ont tous été finalement regroupés sous le nom de Dudleya proprement dit, suite aux recherches de Reid Moran. La recherche phylogénétique sur ce genre en est encore à ses débuts et est compliquée par le fait que de nombreuses espèces sont menacées et surexploitées (braconnage).
Dudleya est un genre relativement méconnu, comparé à d'autres succulentes plus largement cultivées ; la convergence des intérêts des collectionneurs de succulentes, des amateurs de plantes indigènes et des jardiniers a conduit à la culture à plus grande échelle de nombreuses espèces comme plantes ornementales. À l'état sauvage, de nombreuses espèces de Dudleya sont vulnérables, car l'aménagement du territoire et le braconnage menacent  particulièrement les populations de plantes de niche. Les plantes braconnées sont souvent expédiées vers l'Asie de l'Est, notamment la Corée du Sud, où l'hybridation et la culture de succulentes sont très populaires. Les défenseurs de l'environnement, les pépinières et les gouvernements luttent contre le braconnage du Dudleya par le biais de programmes de propagation et de lois de protection.

## Description

### Caractéristiques et sous-genres
Ce genre est le seul taxon de la tribu des Sedeae à avoir évolué vers une ramification sympodiale.
Le genre est traditionnellement divisé en trois sous-genres, dont deux étaient autrefois des genres distincts. Ces sous-genres sont Dudleya, Stylophyllum et Hasseanthus,.
| Subgenera | Subgenera | Subgenera |
| --- | --- | --- |
| Dudleya | Stylophyllum | Hasseanthus |
| Le sous-genre Dudleya, ou Eududleya, se caractérise par de larges feuilles aplaties et des pétales serrés formant un tube (connation). Lorsque les fleurs se transforment en fruits, elles conservent leur aspect serré et tubulaire. Les plantes les plus reconnaissables de ce premier groupe sont le Dudleya pulverulenta et le Dudleya brittonii,. | Autrefois regroupées sous le genre Stylophyllum, es plantes de ce groupe présentent généralement des feuilles étroites, souvent elliptiques à rondes en coupe transversale, ressemblant à des doigts ; d'où leur nom commun comme « bouts de doigts » (Dudleya edulis, également espèce type de ce sous-genre). Les fleurs ont des pétales étalés en leur milieu et ne sont pas disposées de manière connée comme chez le sous-genre Dudleya. Cependant, certaines plantes de ce sous-genre ont des feuilles plates, comme Dudleya traskiae, et d'autres ont des fleurs campanulées qui semblent intermédiaires entre Dudleya et Stylophyllum, comme Dudleya campanulata. Les fleurs et les fruits de Stylophyllum sont plus étalés que chez le sous-genre Dudleya, mais restent serrés vers la base,. | Anciennement connu sous le nom de genre Hasseanthus, ce groupe se distingue généralement par des tiges souterraines en forme de cormes, portant de petites feuilles discrètes qui disparaissent généralement avant la floraison, ainsi que des fleurs et des fruits largement étalés. Ces fleurs étalées, qui ressemblent à celles du Sedum, pourraient être une caractéristique plésiomorphique. Les graines sont parmi les plus grosses du genre. L'espèce type est Hasseanthus variegatus, synonyme de Dudleya variegata Les représentants les plus connus du groupe Hasseanthus sont sans doute le Dudleya brevifolia, en danger critique d'extinction, et le Dudleya hendrixii,. |

### Cire épicuticulaire

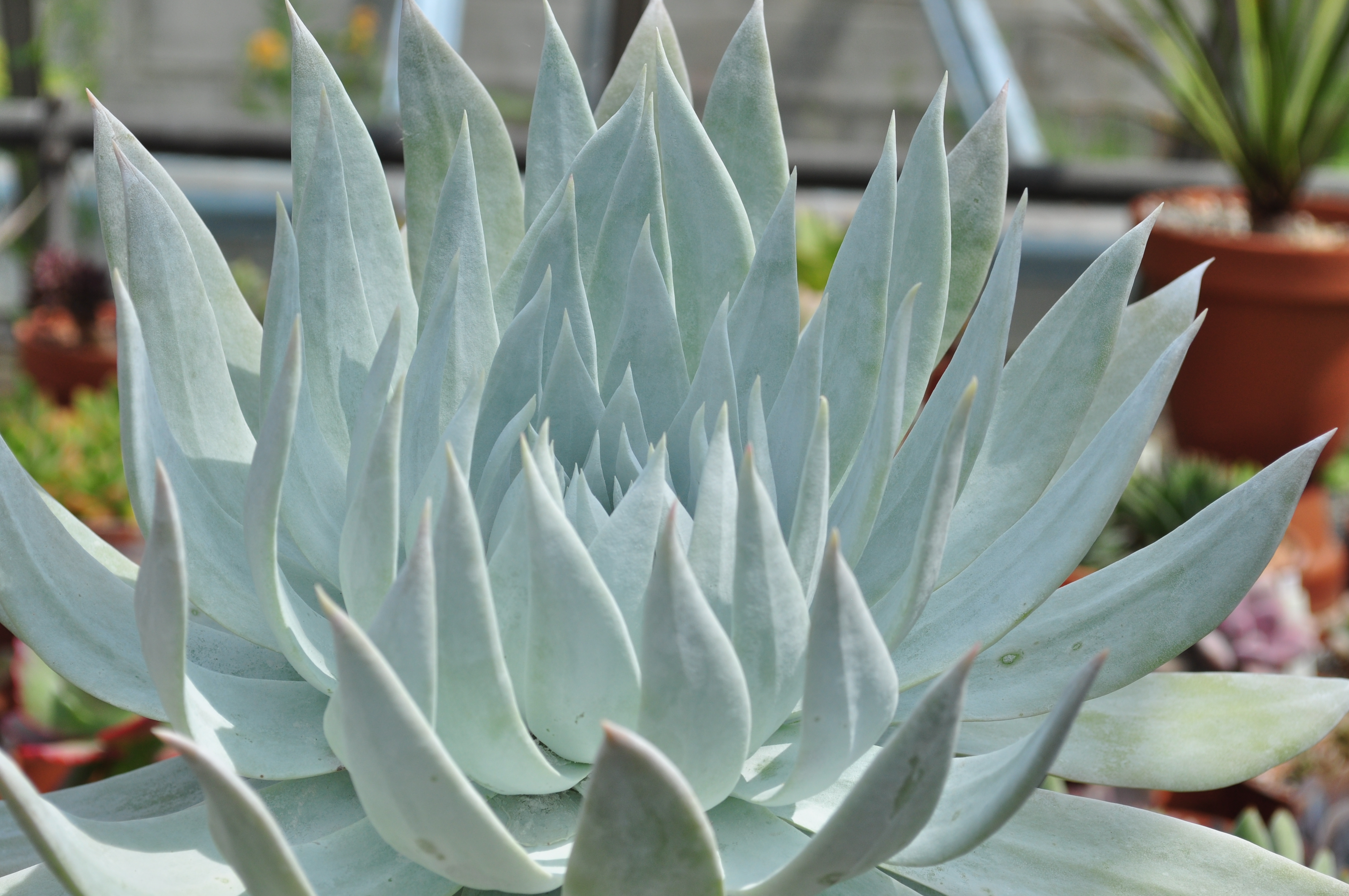
Dudleya brittonii, qui possède la plus forte réflectivité ultraviolette jamais découverte chez une plante.

L'une des caractéristiques les plus célèbres de certains Dudleya est leur revêtement cireux. De nombreuses espèces ont leur feuillage recouvert d'une cire épicuticulaire, ou farine. Ce revêtement cireux est généralement blanc, crayeux et farineux, et est à l'origine de nombreux épithètes, comme le Dudleya pulverulenta, le Dudleya farinosa, et le Dudleya brittonii. La cire du Dudleya crayeux géant est une surface possédant l'une des plus fortes réflectivités ultraviolettes jamais découvertes chez les plantes. Exposée à l'eau, la cire peut enrober les gouttes sur les feuilles, empêchant leur évaporation. La farine est principalement composée de triterpénoïdes pentacycliques.
D'autres espèces, comme D. viscida et D. anomala, possèdent une couche transparente et collante sur leur feuillage. Cette couche adhésive aide la plante à protéger ses feuilles du soleil, tout comme celles recouvertes de cire « blanche ». Il accomplit cette protection solaire en permettant à la poussière d’adhérer à la couche collante des feuilles, qui recouvre le feuillage de poussière et de débris, bloquant ainsi le rayonnement solaire.

## Taxonomie

### Histoire taxonomique

#### Histoire ancienne
La première espèce du genre décrite fut Cotyledon caespitosa, par Adrian Hardy Haworth en 1803, qui deviendra plus tard Dudleya caespitosa. La même espèce fut décrite à nouveau sous le nom de Sedum cotyledon par Joseph Franz von Jacquin en 1811, et en 1840, Thomas Nuttall décrivit Echeveria pulverulenta (Dudleya pulverulenta) et Echeveria lanceolata (Dudleya lanceolata). Les différences de classification générique de ces premières descriptions suggèrent que les désaccords taxonomiques sur le genre ont commencé très tôt, certains de ces classements génériques ayant persisté même après la description correcte du genre par Britton et Rose.
La révision des Crassulaceae d'Amérique du Nord par Nathaniel Lord Britton et Joseph Nelson Rose a bouleversé de nombreuses classifications taxonomiques anciennes. Le nouveau genre Dudleya comprenait 60 espèces, dont 41 nouvellement décrites par Britton et Rose. Ils ont également défini les genres apparentés Stylophyllum, qui comprenait 12 espèces, et Hasseanthus, qui en comptait 4. Les principales différences entre Dudleya et Stylophyllum résidaient dans la forme des feuilles, la structure florale et l'orientation des pétales, tandis que Hasseanthus se caractérisait par une structure végétative différente et des adaptations plus spécifiques, principalement des tiges en forme de cormus et des feuilles caduques.
Dans les années 1930, Alwin Berger a révisé le statut de Dudleya et Stylophyllum pour les classer par sections au sein d’Echeveria, tout en fusionnant les genres Hasseanthus avec Sedum. Cela s'expliquait en partie par la croyance selon laquelle Dudleya avait évolué à partir d’Echeveria et avait rayonné vers le nord depuis le Mexique, comme en témoignent les corolles tubulaires similaires, tandis qu’Hasseanthus présentait des similitudes esthétiques avec Sedum, principalement des fleurs aux pétales largement étalés. Stylophyllum était considéré comme occupant une position transitoire entre Dudleya et Hasseanthus. Ces conclusions furent largement acceptées par les botanistes pendant la première moitié du XXe siècle, jusqu'à l'apparition d'analyses moléculaires et phylogénétiques appropriées.

#### Reid Moran, Charles H. Uhl et les débuts de la phylogénétique
En 1942, Reid Moran, botaniste passionné de longue date par les genres, proposa une nouvelle révision des taxons. Moran reconnut Dudleya comme distinct d’Echeveria et fusionna Stylophyllum en sous-genre avec Eududleya (qui devint alors simplement le sous-genre Dudleya). Moran continua de reconnaître Hasseanthus comme un genre distinct, mais réalisa qu'il était étroitement lié à Dudleya. Avec l'aide du cytologiste Charles H. Uhl, Moran est arrivé à la conclusion que Dudleya et Hasseanthus étaient plus proches l'un de l'autre qu'avec Echeveria ou Sedum.
À mesure que Moran et Uhl ont approfondi leurs recherches cytologiques et taxonomiques sur le genre, il est devenu évident que Hasseanthus était également un sous-genre de Dudleya, invoquant l'uniformité caryologique et la formation d'hybrides entre les genres. En revanche, si Echeveria et Sedum s'hybrident librement entre eux, toutes les tentatives d'hybridation de Dudleya avec Echeveria ont échoué. Uhl est arrivé à la conclusion qu'il n'existe probablement pas d'hybrides intergénériques avec Dudleya, estimant que Dudleya s'était suffisamment séparé d’Echeveria pour qu'un succès reproducteur intergénérique soit improbable. Malgré les recherches d'Uhl, il persistait à croire que Dudleya avait évolué vers le nord depuis le Mexique avec Echeveria, probablement quelque temps avant la formation du climat estival sec de Californie, faisant de Dudleya un genre paléoendémique.

#### Classifications modernes et recherche phylogénétique
Vers 1993, Paul H. Thomson a publié l'un des seuls ouvrages traitant du genre : le Dudleya and Hasseanthus Handbook. Dans cet ouvrage, Thompson a apporté de nombreuses modifications et ajustements aux espèces et décrit plusieurs nouvelles espèces. L'ouvrage comprenait un grand nombre de photographies, des descriptions détaillées et des recommandations horticoles pour l'entretien de Dudleya, fruit d'un intérêt de longue date pour la culture, la visite et la collection de ces plantes. Cependant, il n'a pas suivi les directives du Code international de nomenclature botanique pour la description de nouveaux taxons, renonçant à désigner des spécimens types, ce qui invalidait son analyse. Celle-ci contient également de nombreux éléments pseudo-scientifiques, notamment des références aux continents disparus de l'Atlantide, de la Lémurie et de Mu, une croyance selon laquelle les rayons cosmiques et une intervention divine auraient directement induit le nombre de chromosomes et l'évolution de Hasseanthus et de Dudleya, et des critiques à l'égard des paléontologues et de l'âge scientifiquement reconnu de la Terre.
Des recherches ultérieures ont remis en question l'idée selon laquelle Dudleya et Echeveria formaient deux lignées distinctes au sein des Echeverioideae. Joachim Thiede a plutôt proposé que Dudleya ait évolué de manière totalement indépendante d’Echeveria, à partir de parents du clade Leucosedum comme Sedum moranii. Cela place Dudleya comme une espèce néoendémique ayant évolué récemment avec l'apparition du climat sec et estival en Californie. Ceci a été démontré par les similitudes de l'ornementation de la surface des graines entre Dudleya et Sedum, contrairement à Echeveria, et par l'isolement reproductif entre Echeveria et Dudleya,,.
Des recherches menées au XXIe siècle ont confirmé l'hypothèse d'une parenté de Dudleya avec Sedum. L'analyse phylogénétique a conforté cette hypothèse, concluant que Dudleya est beaucoup plus proche des membres nord-américains des Sedoideae que des Echeverioideae. La plante Sedum spathulifolium, qui coexiste avec Dudleya en Oregon et en Californie, a été montrée, lors de plusieurs reconstructions phylogénétiques, comme étant un taxon frère de Dudleya. Cependant, il se pourrait qu'il ne s'agisse pas du véritable taxon frère, car des échantillonnages plus importants sont nécessaires. L'hypothèse de Berger concernant une parenté entre Hasseanthus et Sedum pourrait néanmoins se confirmer, car, outre des similitudes morphologiques, les taxons de type Hasseanthus pourraient être à la base du genre. Cependant, il n'existe aucune preuve concluante d'une divergence significative au sein de Dudleya, et on ignore encore quels groupes sont à la base ou dérivés.

### Sélection d'espèces
- Dudleya abramsii
  - Dudleya abramsii subsp. abramsii
  - Dudleya abramsii subsp. affinis
  - Dudleya abramsii subsp. bettinae
  - Dudleya abramsii subsp. calcicola
  - Dudleya abramsii subsp. murina
  - Dudleya abramsii subsp. setchellii
- Dudleya acuminata
- Dudleya albiflora
- Dudleya anomala
- Dudleya anthonyi
- Dudleya attenuata
- Dudleya arizonica – Anciennement une sous-espèce de Dudleya pulverulenta.
- Dudleya blochmaniae
- Dudleya brevifolia – Anciennement une sous-espèce de D. blochmaniae.
- Dudleya brittonii
- Dudleya caespitosa
- Dudleya campanulata
- Dudleya candelabrum
- Dudleya candida
- Dudleya cedrosensis
- Dudleya crassifolia[18]
- Dudleya cultrata
- Dudleya cymosa
  - Dudleya cymosa subsp. agourensis
  - Dudleya cymosa subsp. crebrifolia
  - Dudleya cymosa subsp. costatifolia
  - Dudleya cymosa subsp. cymosa
  - Dudleya cymosa subsp. marcescens
  - Dudleya cymosa. subsp. ovatifolia
  - Dudleya cymosa subsp. paniculata
  - Dudleya cymosa subsp. pumila
- Dudleya densiflora
- Dudleya edulis
- Dudleya farinosa
- Dudleya formosa
- Dudleya gatesii
- Dudleya gnoma
- Dudleya greenei
- Dudleya guadalupensis
- Dudleya ingens
- Dudleya hendrixii[19]
- Dudleya lanceolata
- Dudleya linearis
- Dudleya multicaulis
- Dudleya nubigena
- Dudleya nesiotica
- Dudleya pachyphytum
- Dudleya palmeri
- Dudleya parva
- Dudleya pauciflora
- Dudleya pulverulenta
- Dudleya rigida
- Dudleya rigidiflora
- Dudleya rubens
- Dudleya saxosa
  - Dudleya saxosa subsp. collomiae
  - Dudleya saxosa subsp. aloides
  - Dudleya saxosa subsp. saxosa
- Dudleya stolonifera
- Dudleya traskiae
- Dudleya variegata
- Dudleya verityi
- Dudleya virens
- Dudleya viridicata
- Dudleya viridis
- Dudleya viscida

### Étymologie
Le genre doit son nom à William Russel Dudley, premier directeur du département de botanique de l'Université de Stanford.
Le nom du sous-genre Stylophyllum fait allusion aux feuilles en forme de crayon de l'espèce type, Stylophyllum edule, aujourd'hui connue sous le nom de Dudleya edulis.
Le nom du sous-genre Hasseanthus rend hommage au Dr Hermann E. Hasse, chirurgien et collectionneur de flore californienne. Dudleya virens subsp. hassei porte également son nom.

#### Nomenclature
- Anglais : Dudleya, liveforever[4]
- Espagnol : siempreviva, mezcalito[14]
- Tiipay : milhka’mey (à feuilles larges) ; milh kajmila (à feuilles étroites)[21]
- Paipai : awi mielh[21]

## Biologie de la reproduction

### Pollinisateurs et morphologie des fleurs
Les pollinisateurs de Dudleya sont principalement les colibris et les abeilles, bien que cela ait été déduit chez certaines espèces uniquement à partir de la morphologie des fleurs. Le genre présente une grande diversité de variétés de fleurs, même au sein de complexes d'espèces. Les fleurs sont majoritairement hermaphrodites, bien que certains individus puissent avoir des anthères stériles. Les plantes à longues fleurs tubulaires rougeâtres, principalement du sous-genre Dudleya, sont adaptées à la pollinisation par les colibris, tandis que les fleurs courtes, étalées et jaunes favorisent la pollinisation par les insectes. Malgré l'évolution des fleurs longues vers les colibris, celles-ci ne présentent aucun désavantage en termes de performance dans les environnements de pollinisation exclusivement composés d'insectes. Si les fleurs longues peuvent offrir un avantage évolutif pour une pollinisation plus efficace, la production de plus grandes quantités de tissu floral nécessite davantage d'énergie.
La morphologie des fleurs de Dudleya correspond également à celle des groupes mentionnés précédemment, Hasseanthus, Stylophyllum et Dudleya. Les fleurs des espèces Hasseanthus et Stylophyllum sont larges, blanches à jaunes et étalées. Les bourdons et les abeilles en sont les principaux pollinisateurs, et les colibris, les pollinisateurs occasionnels. À mesure que ces espèces évoluent vers le sous-genre Dudleya, les pétales commencent à fusionner à la base, les fleurs devenant tubulaires et rouges, en raison d'une association avec les colibris pollinisateurs. Ce changement de pollinisateur correspond à des volumes de nectar et des teneurs énergétiques plus importants, conformément aux besoins des colibris pollinisateurs.

### Graines
La morphologie des graines diffère également selon les espèces de Dudleya. Les Dudleya de plus grande taille ont des graines sensiblement plus petites ; cela résulte probablement d'un compromis évolutif. L'investissement dans une croissance importante permet aux plantes de conserver l'humidité en période de sécheresse, au détriment de l'énergie investie dans la reproduction. D'autres raisons expliquant la taille plus petite des graines pourraient également être liées à l'allocation des ressources à la reproduction végétative via les rosettes de petits, plutôt qu'à la reproduction sexuée. En revanche, les espèces de type Hasseanthus, petites et discrètes, produisent les plus grosses graines du genre. Ces graines plus grosses ne sont pas distribuées très loin, ce qui contribue aux aires de répartition restreintes du sous-genre Hasseanthus.

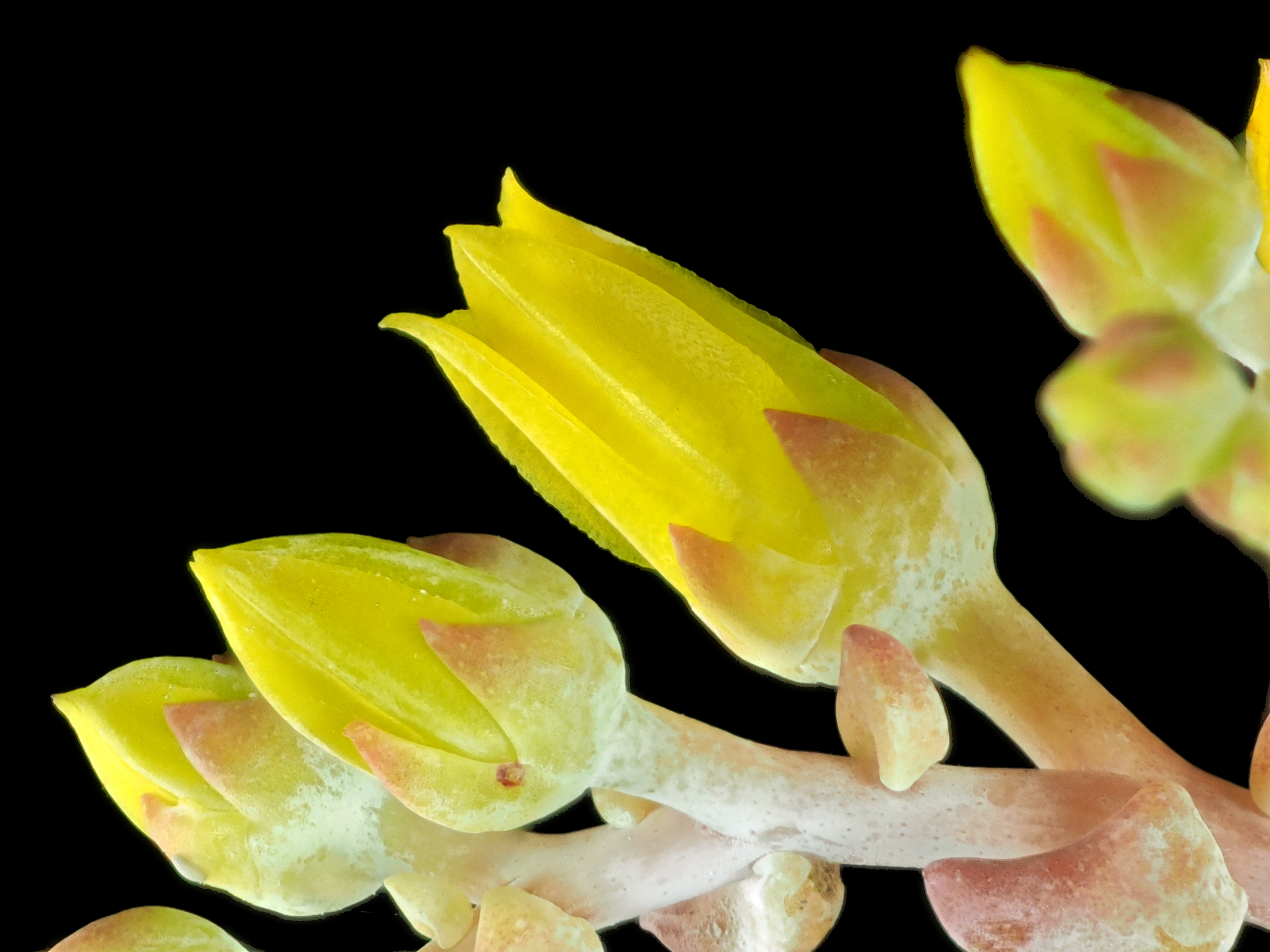
subg. Dudleya — Les fleurs de Dudleya caespitosa
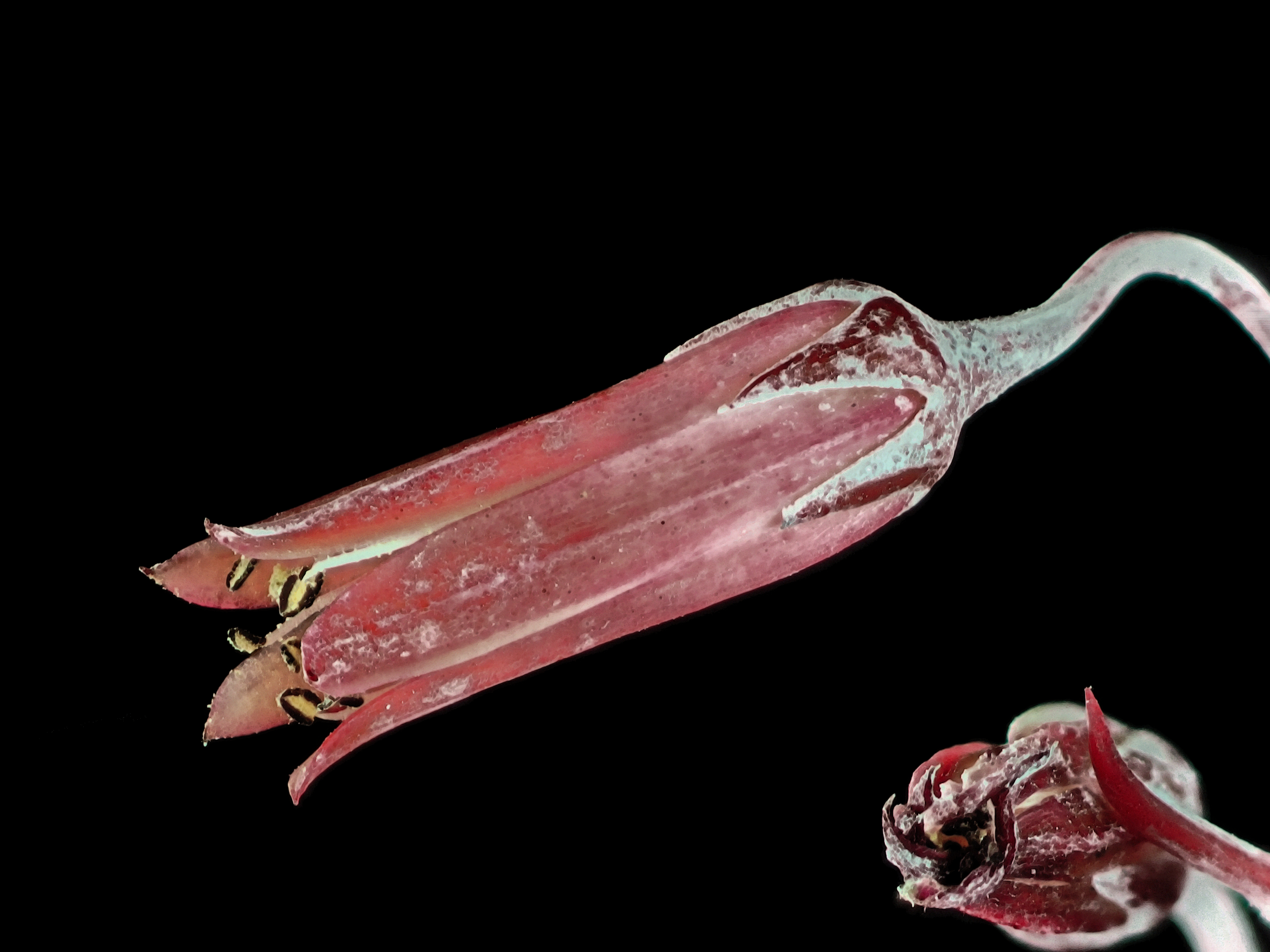
subg. Dudleya — Les fleurs de Dudleya anthonyi
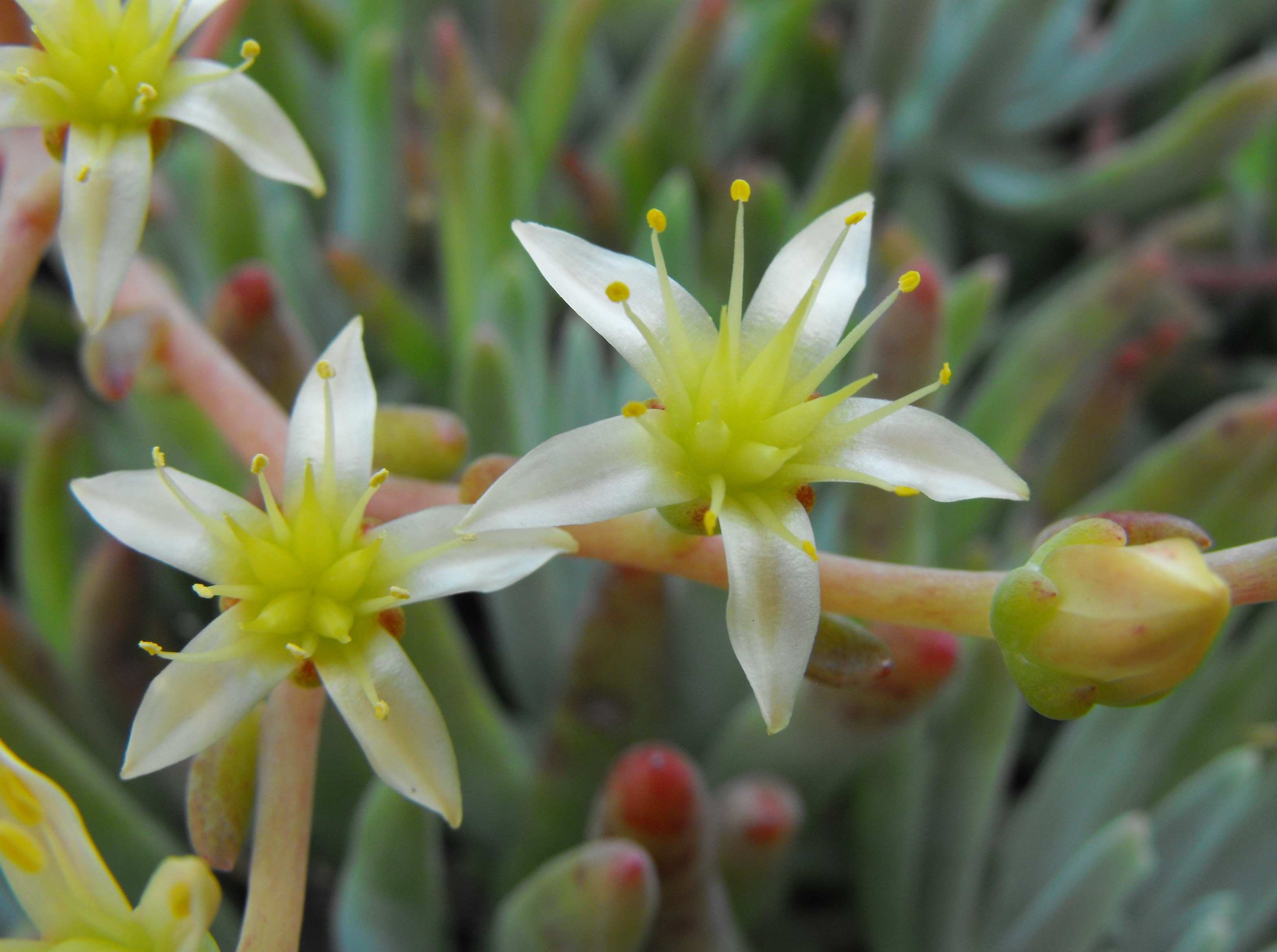
subg. Stylophyllum — Les fleurs de Dudleya edulis
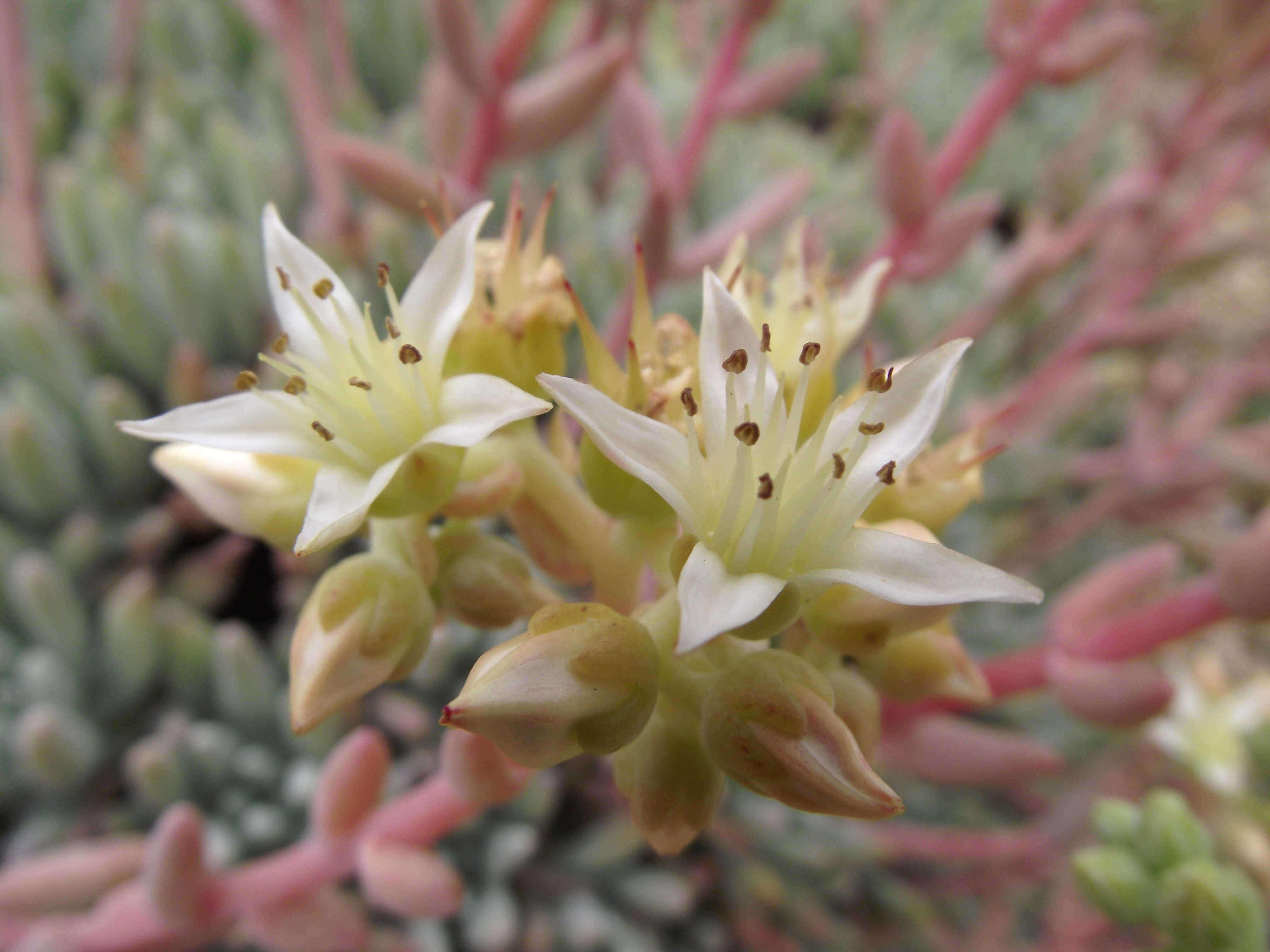
subg. Stylophyllum — Les fleurs de Dudleya virens subsp. hassei
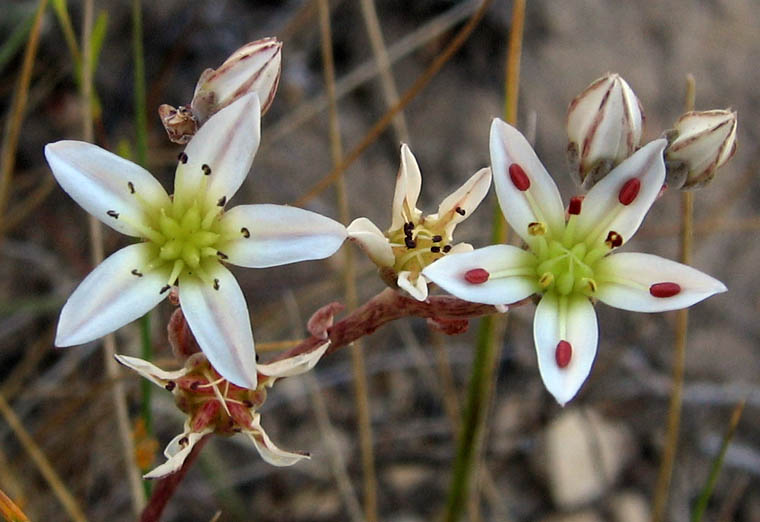
subg. Hasseanthus — Les fleurs de Dudleya blochmaniae
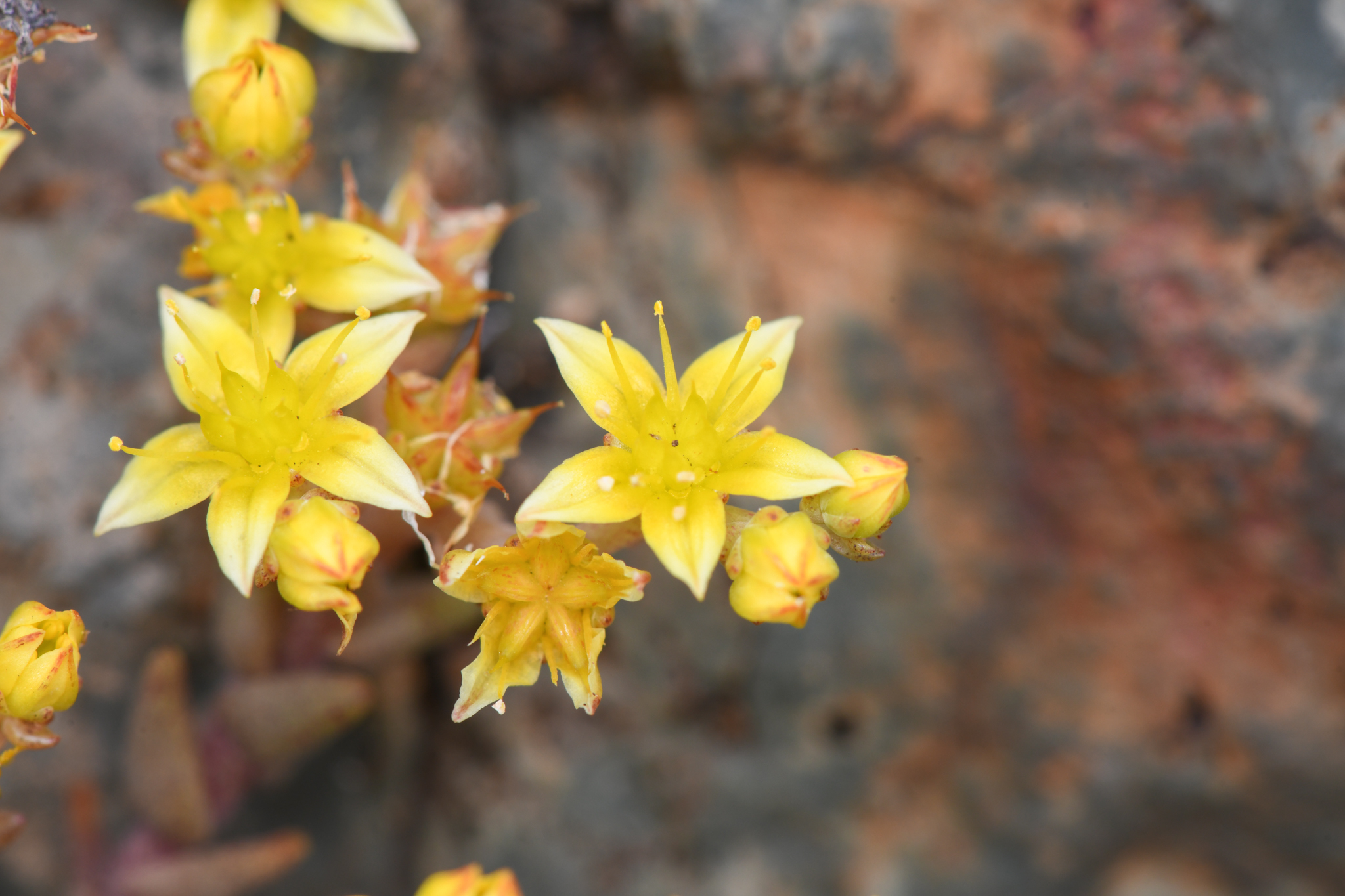
subg. Hasseanthus - Les fleurs de Dudleya variegata

## Répartition et habitat
Les espèces de Dudleya sont répandues et diversifiées dans leur aire de répartition, mais on les trouve généralement sur les affleurements rocheux, les parois des falaises ou les tranchées de route, où leurs feuilles leur permettent de stocker l'eau dans un environnement trop sec pour la plupart des espèces végétales. La plupart sont petites et discrètes hors floraison. Les deux principaux habitats où l'on trouve les plantes de ce genre sont le littoral et les montagnes. Les Dudleya apprécient les températures modérées, la dormance estivale, les précipitations hivernales et les habitats rocheux, ce qui signifie qu'on les trouve dans des endroits divers et isolés, des falaises océaniques de la côte californienne aux îles célestes de l'Arizona.

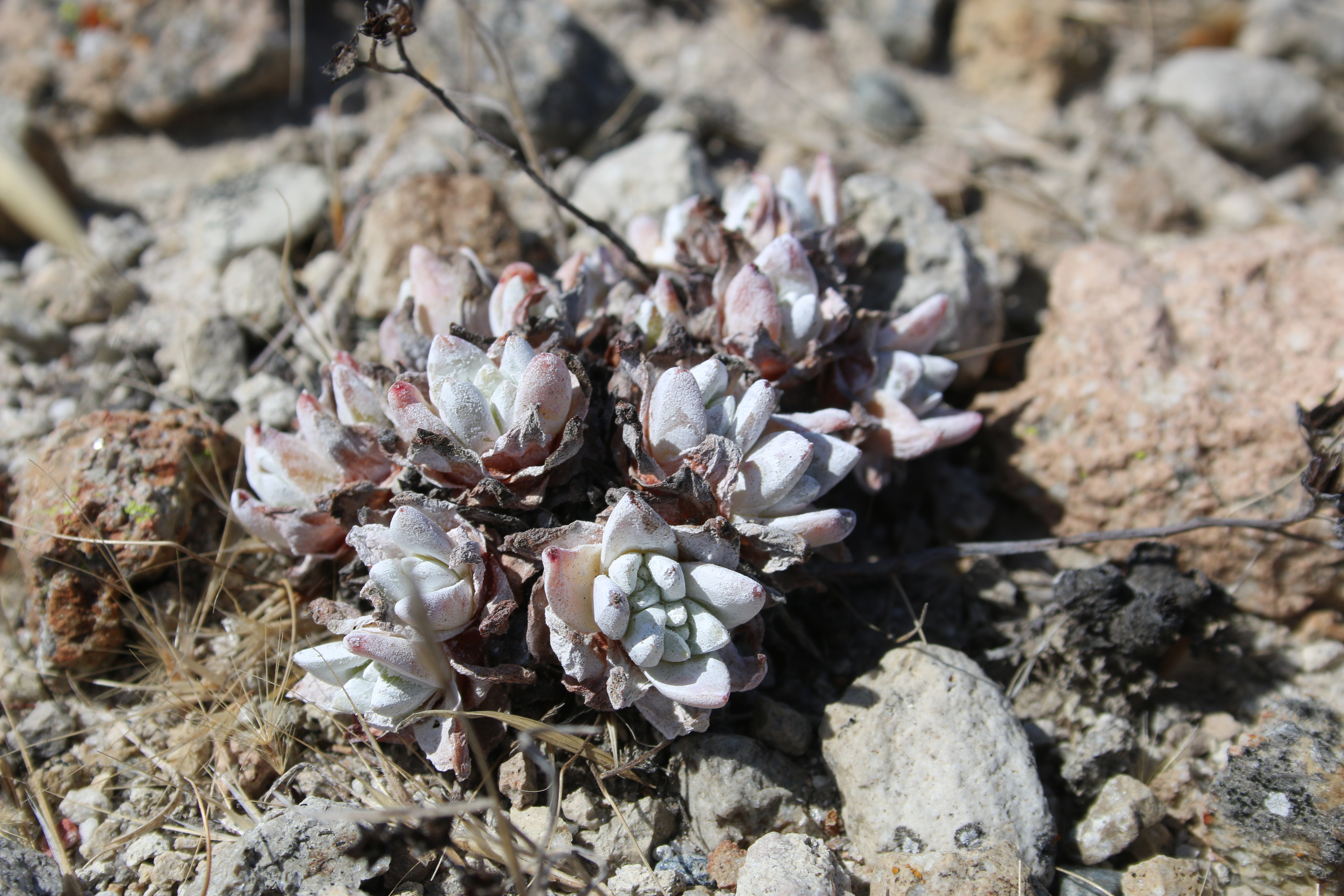
Dudleya gnoma, qui pousse sur des substrats volcaniques du Miocène sur l'île de Santa Rosa

Les régions où l'on trouve Dudleya comprennent les Californies, l'Arizona, les côtes de Sonora et de l'Oregon, ainsi que le sud de l'Utah et du Nevada. La diversité des espèces de Dudleya est concentrée dans le sud de la Californie et le nord de la Basse-Californie.

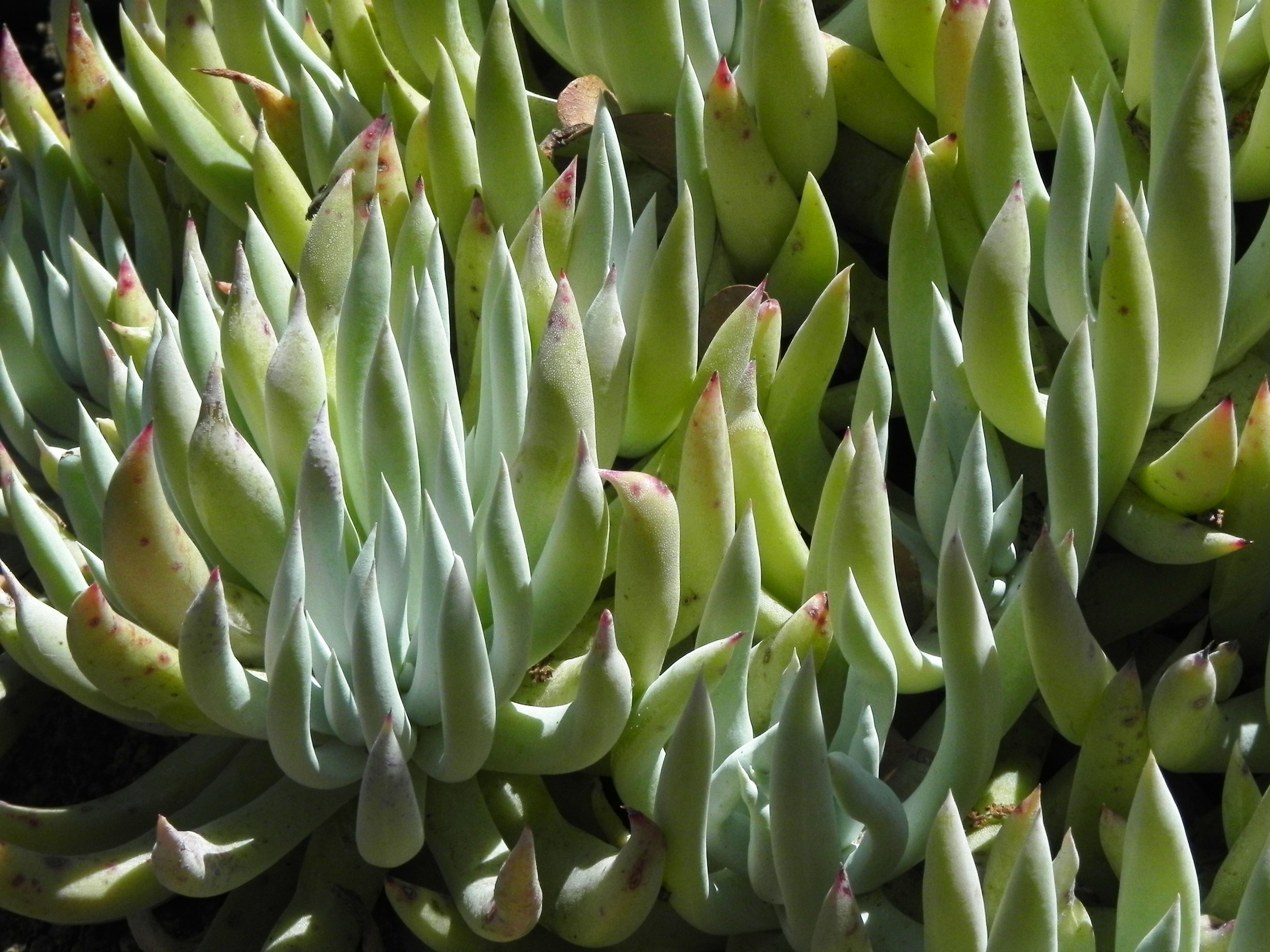
Dudleya albiflora, que l'on trouve sur la péninsule de Basse-Californie.

## Horticulture

### Arrosage
En horticulture, le Dudleya doit être planté en biais. Cela permet à l'eau accumulée de s'écouler du centre de la plante, en forme de nid, et prévient ainsi la décomposition microbienne. Il est déconseillé d'arroser le Dudleya directement au-dessus, car cela pourrait endommager sa couche calcaire, appelée farine, présente sur de nombreuses espèces,.

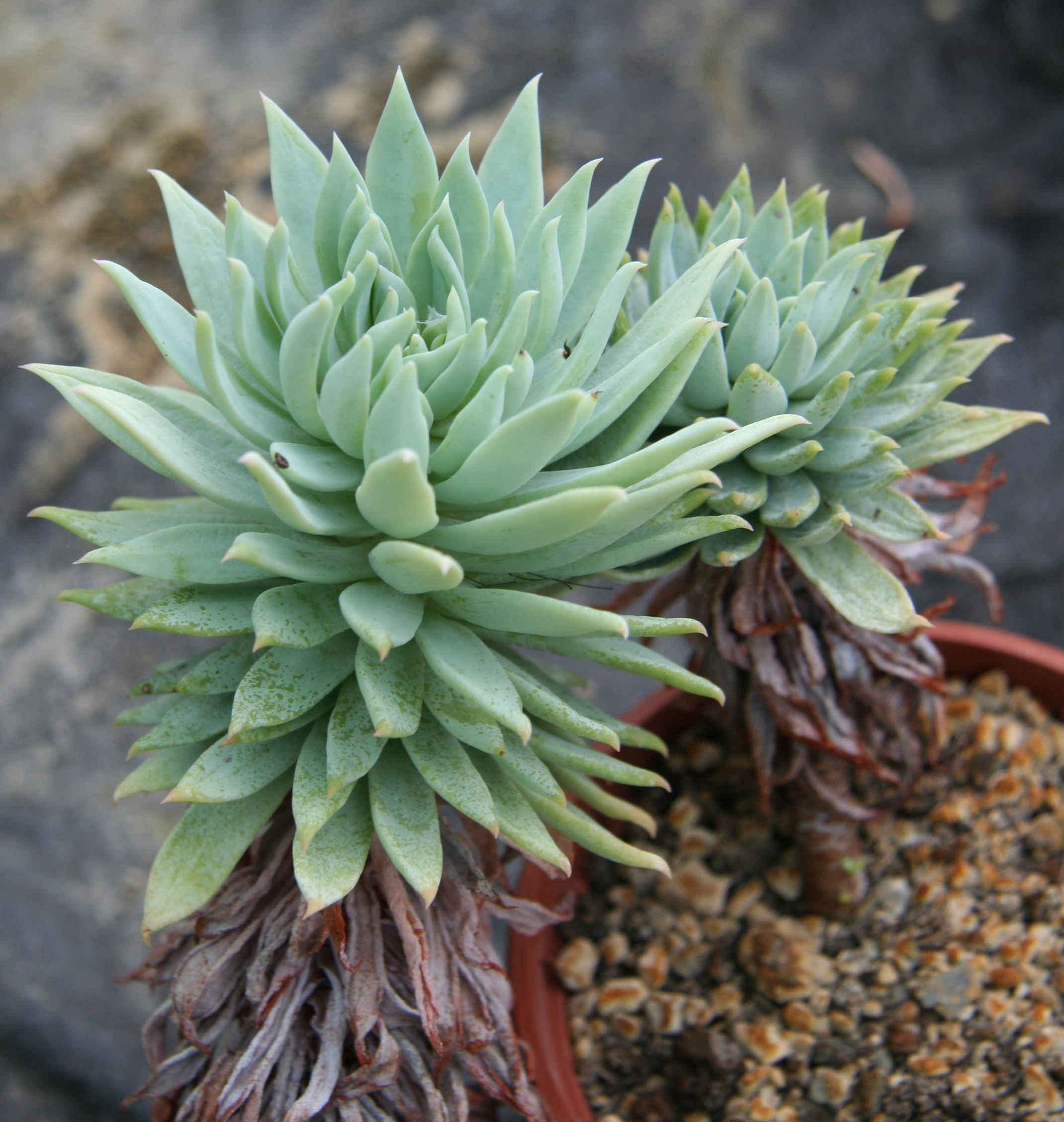
Dudleya candida en culture

De la fin de l'automne au début du printemps, il est conseillé d'arroser fréquemment pour favoriser une bonne croissance et le développement des fleurs. Les plantes exposées à la pluie, sous un climat méditerranéen, peuvent bénéficier d'une humidité optimale. En revanche, les plantes cultivées en intérieur ou en serre doivent être arrosées pour maximiser leur croissance.
Pendant la période de dormance, de la fin du printemps à l'automne, les arrosages doivent être limités à des intervalles bihebdomadaires, sans toutefois les supprimer complètement. Dans la nature, les plantes peuvent se dessécher complètement pendant cette période. Les membres caducs du genre du groupe Hasseanthus ne doivent pas être arrosés du tout pendant la dormance.

### Substrat de culture
Le substrat de culture doit imiter le sol naturel préféré de chaque espèce. L'élément le plus important pour ce substrat est un bon drainage. Un bon drainage est important, car les Dudleyas sont très sensibles aux moisissures et aux champignons. La vitesse de drainage du substrat dépend de l'ombre du lieu, qui influence le taux d'évaporation du sol. Ainsi, un Dudleya bien ombragé doit bénéficier d'un excellent drainage.
Des engrais peuvent être utilisés pour maintenir une belle couleur et une bonne croissance, mais ils doivent être dilués,.
L'argile est préférable aux pots en plastique pour la culture des plantes en raison de leurs avantages en termes de drainage. Les pots en plastique peuvent également tuer les plantes en surchauffant les racines.
Les cochenilles et les pucerons sont les principaux ravageurs des Dudleyas,. L'oïdium a également été observé chez des Dudleyas cultivés.

### Ombre
L'ombre requise par une espèce de Dudleya dépend de son emplacement. Les plantes poussant dans les régions côtières peuvent nécessiter peu d'ombre, tandis que celles poussant dans les déserts, les vallées intérieures et les montagnes en auront besoin. La majorité des plantes du genre apprécient les emplacements exposés au nord et l'ombre pendant les heures les plus chaudes. En été, un ombrage de 50 % peut être bénéfique. Si un Dudleya tolérant au froid est cultivé pendant un gel ou une chute de neige, il est conseillé de l'ombrager afin de ne pas l'endommager, car un dégel rapide pourrait lui être préjudiciable.

### Multiplication
Contrairement aux genres apparentés Echeveria, de nombreux Dudleya ne peuvent pas être multipliés par bouturage de feuilles. La multiplication se fait principalement par rejets, germination par graines ou, en pépinière, par culture de tissus végétaux.

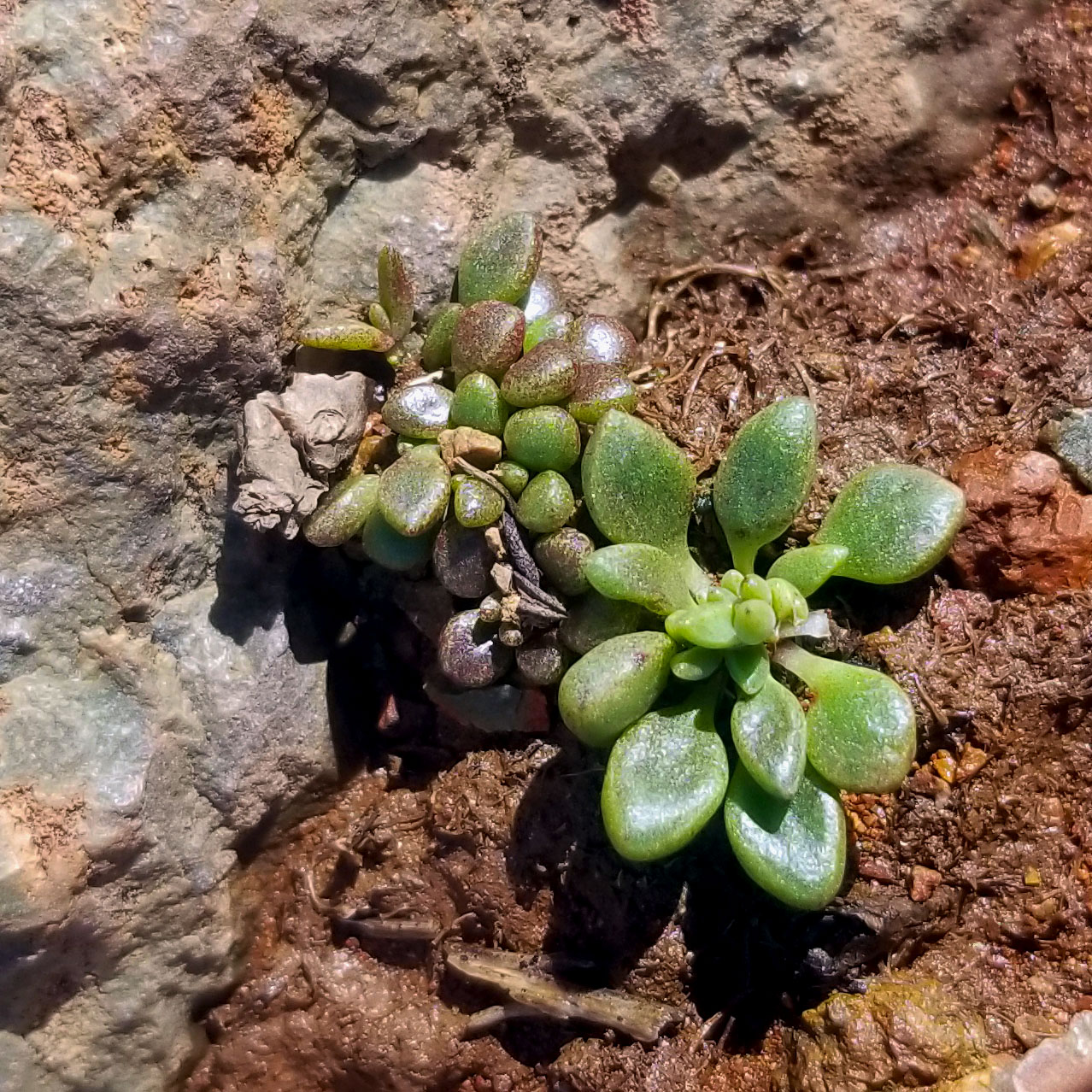
Dudleya variegata, l'une des rares espèces qui peuvent être multipliées à partir des feuilles

#### Reproduction sexuée
Les graines de Dudleya sont en forme de croissant et quasi microscopiques. On peut les récolter en prenant les boutons floraux séchés et en écrasant les ovules qu'ils contiennent, qui peuvent contenir des centaines de graines. Les graines peuvent être semées dans un substrat sans terre, comme de la pierre ponce ou de la vermiculite, et la germination peut avoir lieu en une semaine à dix jours.

#### Reproduction asexuée
La reproduction végétative peut se faire de plusieurs manières :
1. La rosette de la plante se divise en deux, puis se ramifie pour former deux rosettes distinctes.
2. Des plantules se forment dans les bourgeons axillaires des vieilles feuilles, autour des rosettes primaires, formant jusqu'à 10 nouvelles rosettes.
3. Après un incendie de forêt, lorsque les rosettes principales de la plante sont brûlées, de nouvelles émergent de la tige ou des racines, formant une nouvelle plante en une seule saison de croissance.
4. Les rosettes émergent d'une longue racine horizontale. Ce phénomène est fréquent lorsque la plante a été décapitée sur une falaise, ne laissant que les longues racines, qui produisent des rosettes.
5. Les plantes se multiplient par croissance stolonifère. De nombreux Dudleya peuvent produire des rosettes stolonifères, mais elles ne s'enracinent pas. Seul le Dudleya stolonifera produit des racines à partir de plantules stolonifères, mais cela peut être difficile, voire impossible, à induire en captivité.
6. Lorsque la partie souterraine de la plante est détruite par la pourriture des racines, mais que la rosette et une partie du caudex survivent, les parties situées au-dessus des racines décomposées peuvent être retirées proprement et plantées à condition qu'elles produisent des racines. À l'inverse, si le sommet de la rosette meurt mais que la tige inférieure est toujours vivante, la partie décomposée peut être retirée. Une dépression subsistera dans le caudex à l'endroit où la rosette décomposée a été retirée, et de nouveaux bourgeons apparaîtront sur les bords.
7. Multiplication par les feuilles. Seules certaines espèces, comme celles du sous-genre Hasseanthus et d'autres comme Dudleya parva, s'enracinent[30]. La plupart des Dudleya ne se reproduisent pas à partir des feuilles, celles-ci mourant simplement après avoir été sectionnées[5].
8. Des méthodes de culture de tissus végétaux sont également disponibles et de plus en plus perfectionnées. Actuellement, la culture de tissus végétaux est utilisée pour la multiplication de Dudleya dans des contextes commerciaux et de conservation[31].

## Ethnobotanique
Les peuples autochtones des régions de Kumeyaay et de Paipai utilisaient ce genre à des fins médicinales et agricoles. Les feuilles tendres et succulentes étaient mâchées pour apaiser la soif ou utilisées pour traiter les callosités et les cors. Les inflorescences naissantes, à leurs premiers stades, étaient consommées comme aliment, avec leur saveur sucrée et leur texture juteuse. Les racines étaient pilées et trempées dans l'eau, utilisées comme astringent pour « resserrer les gencives ». Les racines étaient également bouillies entières en décoction contre l'asthme,.

## Conservation
Plusieurs espèces de Dudleya sont menacées par le développement urbain sur la côte californienne et au Mexique, ainsi que par les incendies de forêt d'origine anthropique. Cependant, l'une des menaces les plus graves pour les espèces de Dudleya est le braconnage, en partie causé par la demande des collectionneurs de succulentes d'Asie de l'Est qui paient des prix exorbitants pour certaines espèces de Dudleya.

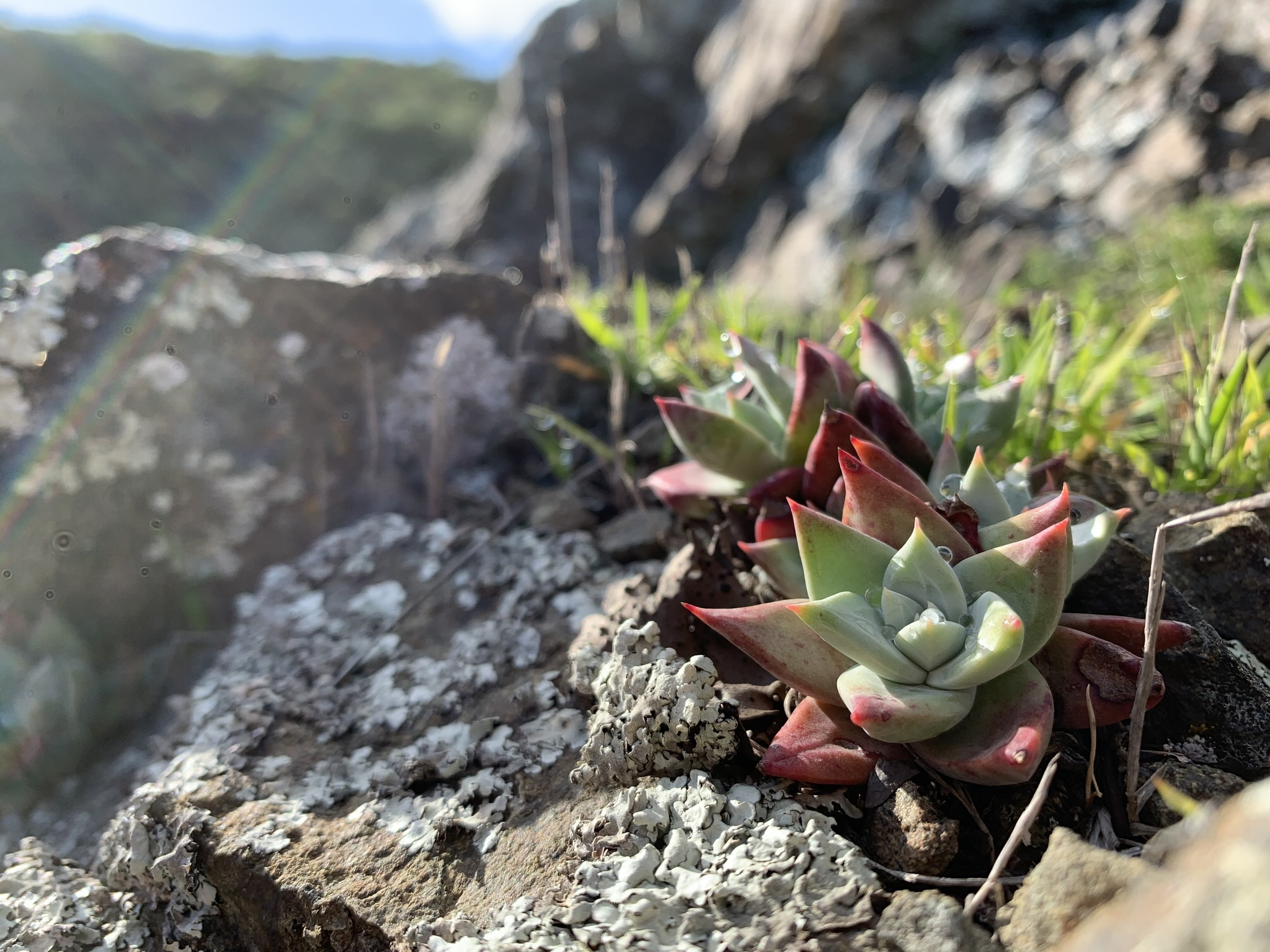
Dudleya farinosa, menacée par les braconniers

La population de Dudleya verityi, presque anéantie lors de l'incendie de Springs (en) en 2013, a été la cible de braconniers,.
Le Dudleya pachyphytum, une espèce rare et extrêmement spécialisée de Dudleya endémique de l'île Cedros, est endémique de l'île Cedros. En 2016, des ressortissants coréens ont commencé à s'installer à Bahia Tortugas, une localité de Basse-Californie du Sud, pour faciliter le braconnage et le transport des plantes. L'espèce a été gravement menacée après que des soldats mexicains ont découvert des braconniers emportant près de 5 000 rosettes dans un semi-remorque. On soupçonnait que les braconniers étaient descendus en rappel jusqu'à l'emplacement de la succulente par hélicoptère, car D. pachyphytum occupe un habitat quasiment inaccessible. En 2019, les décès et blessures de plusieurs pêcheurs de Bahía Tortugas présents sur l'île de Cedros auraient été causés par un trafic de Dudleya, un conflit avec le cartel de Sinaloa, ou les deux. En 2020, la marine mexicaine de la deuxième région navale a révélé que deux pêcheurs avaient été tués à la suite d'un différend concernant le trafic de cette plante rare,.
La Dudleya farinosa a également été la cible de braconniers lors de nombreuses opérations de grande envergure. Bien que peu rare, l'ampleur de ces opérations de braconnage représente une grave menace écologique. Dès 2017, le Service des douanes et de la protection des frontières des États-Unis, en collaboration avec le Département de la pêche et de la faune de Californie (en), a découvert d'importantes quantités de D. farinosa exportées hors du pays. Des ressortissants sud-coréens et chinois ont été arrêtés pour contrebande de D. farinosa. Selon les pépiniéristes responsables de l'exportation légale de Dudleya, les acheteurs asiatiques souhaitaient des plantes directement prélevées dans la nature, en raison de la qualité esthétique de leurs longs caudex et de leurs feuilles patinées,.
Le Dudleya candelabrum, originaire du nord des Channel Islands, aurait été victime de braconnage, les voleurs ayant expédié des plants en Corée du Sud,.
En réponse au braconnage de Dudleya, le député de l'État de Californie, Chris Ward, a proposé le projet de loi AB-223, parrainé par la California Native Plant Society (en), qui rendrait illégal le braconnage de Dudleya sur des terres publiques ou privées sans permis. La California Native Plant Society et des défenseurs de l'environnement ont également lancé des programmes de propagation afin de saturer le marché et de dissuader les braconniers,. Le 28 septembre 2021, le gouverneur Gavin Newsom a promulgué la loi AB-223.

### Lectures complémentaires
- Thompson, P. Dudleya and Hassenthaus Handbook. Bonsall Publications. 1993.  (ISBN 0-9602066-5-5)  (ISBN 9780960206650)
- Treatment from the Jepson Manual